# Władysław Szelepin

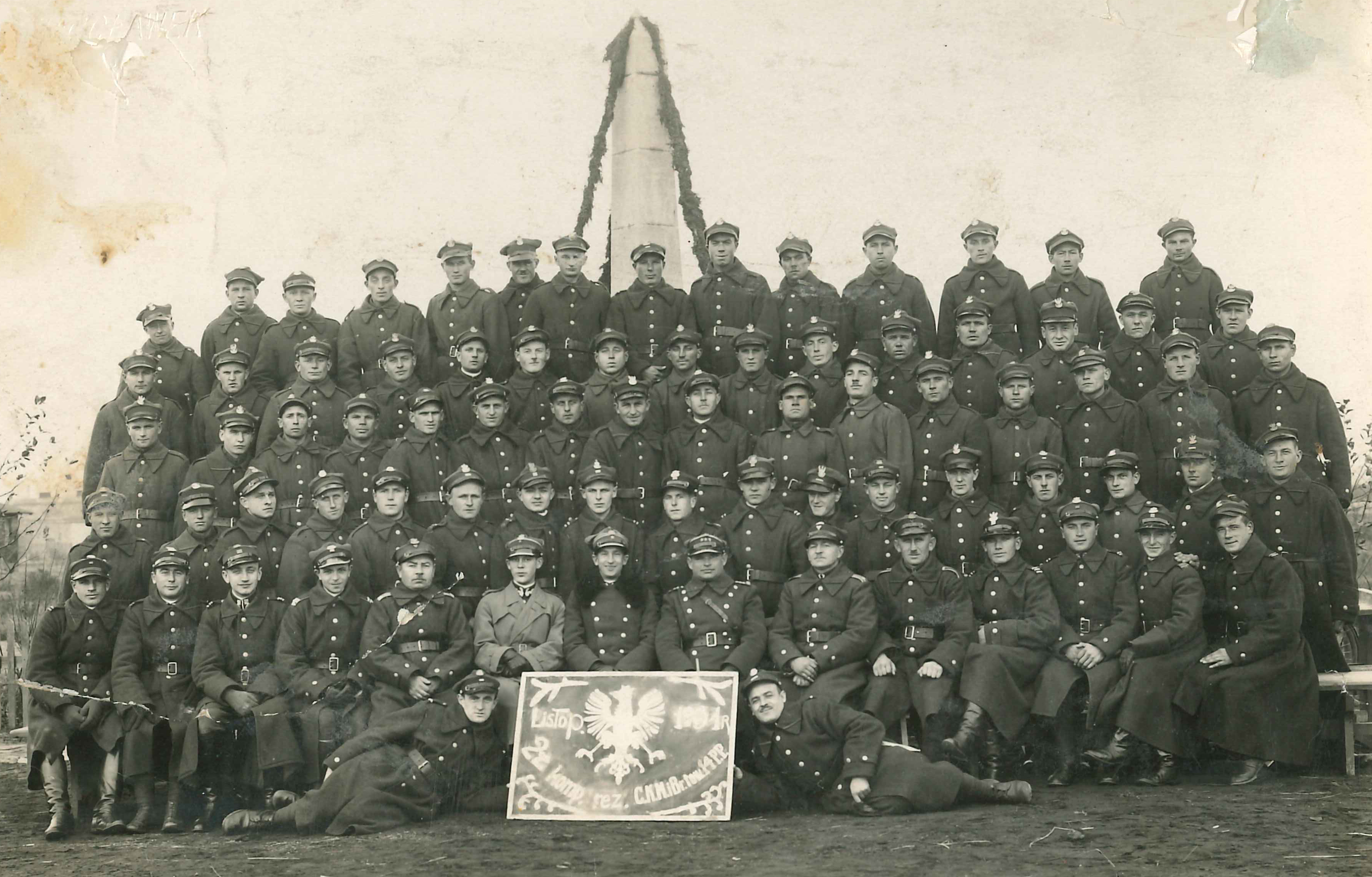
2 kompania rezerwy ckm i broni towarzyszących 14 pp we wrześniu 1931 r. W środku siedzi mjr Stanisław Brzeziński-Dunin, na prawo od niego kpt. Mieczysław Sanak, a na lewo ppor. Władysław Szelepin.

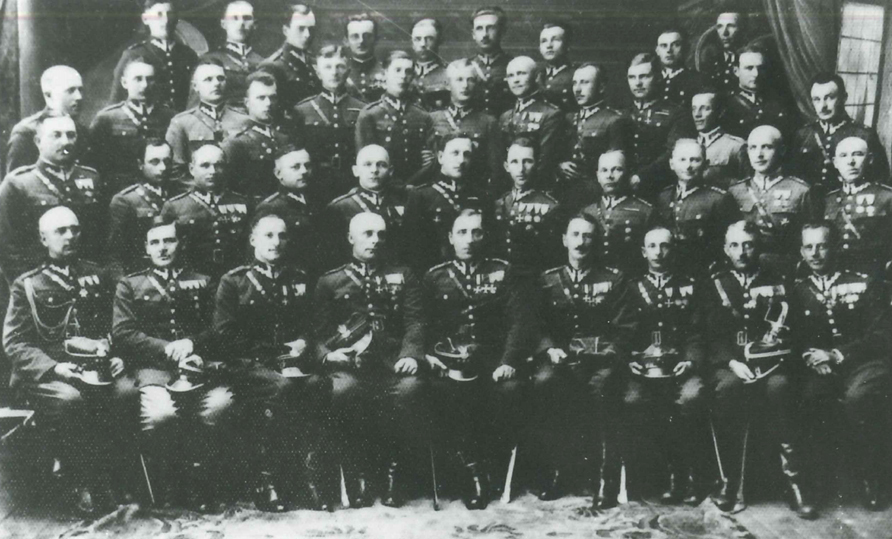
Korpus oficerski 14 pp w dniu 11 listopada 1933. Siedzą od prawej: mjr Wilhelm Paszkiewicz, mjr Stanisław Pietrzyk, mjr Stanisław Brzeziński-Dunin, ppłk Hugo Mijakowski (z-ca d-cy pułku), płk Ignacy Misiąg (były d-ca pułku), ppłk Franciszek Sudoł (d-ca pułku), mjr Aleksander Fiszer, mjr Aleksander Zabłocki i kpt. Marian Matera (adiutant pułku). W II rzędzie od góry, szósty z lewej stoi por. Władysław Szelepin.

Władysław Teofil Szelepin (ur. 27 kwietnia 1907 we Lwowie, zm. 22 sierpnia 1991 w Hereford, Wielka Brytania) – porucznik piechoty Wojska Polskiego, kapitan Polskich Sił Zbrojnych, od grudnia 1944 roku dowódca I Spadochronowego batalionu strzelców 1 Samodzielnej Brygady Spadochronowej.

## Życiorys
Urodzony 27 kwietnia 1907 roku we Lwowie (parafia św. Anny), syn Stefana i Heleny z Doboszów. Absolwent Szkoły Podchorążych Piechoty, którą ukończył z 201. lokatą (VII Promocja podporuczników). Naukę pobierał w klasie 58 im. Legionów Józefa Piłsudskiego. Kurs unitarny odbył w okresie od dnia 1 września 1927 r. do 30 czerwca 1928 roku. I rocznik to nauka w okresie od 15 października 1928 r. do 14 sierpnia 1929 roku; II rocznik to edukacja w okresie od 15 października 1929 r. do 15 sierpnia 1930 roku.             
Zarządzeniem Prezydenta Rzeczypospolitej Ignacego Mościckiego (sygnatura B.P.L. 19333-I-30) mianowany został na stopień podporucznika w korpusie oficerów piechoty, ze starszeństwem z dniem 15 sierpnia 1930 roku i 240. lokatą oraz wcielony do 14 pułku piechoty, stacjonującego we Włocławku (w pułku tym pełnił służbę do 1939 roku). W 1930 roku zajmował 759. lokatę łączną wśród podporuczników korpusu piechoty. Na dzień 16 września 1930 r. pełnił funkcję młodszego oficera w 2 kompanii KOP w 14 pułku piechoty. W roku 1932 zajmował 236. lokatę wśród podporuczników piechoty w swoim starszeństwie. Zarządzeniem Prezydenta RP z dnia 12 marca 1933 r. został awansowany do stopnia porucznika piechoty, ze starszeństwem z dniem 1 stycznia 1933 roku i 259. lokatą. 
Na dzień 1 lipca 1933 roku zajmował nadal 259. lokatę wśród poruczników piechoty w swoim starszeństwie (była to jednocześnie 2226. lokata łączna wśród wszystkich poruczników korpusu piechoty). W dniu 21 września 1933 roku i w dniu 4 września 1934 r. zajmował stanowisko młodszego oficera w 2 kompanii ckm w II batalionie 14 pp, a na dzień 17 września 1934 r. dowodził już 1 kompanią ckm w I batalionie włocławskiego pułku. Na dzień 5 czerwca 1935 roku zajmował 1970. lokatę łączną na liście starszeństwa poruczników piechoty (była to 252. lokata w starszeństwie). W dniu 21 września 1936 r. piastował funkcję komendanta powiatowego PW i WF na powiat Włocławek. We wrześniu 1937 roku przebywał na kursie dowódców kompanii w Centrum Wyszkolenia Piechoty w Rembertowie. Na dzień 16 marca 1938 roku zajmował stanowisko dowódcy 1 kompanii strzeleckiej w I batalionie 14 pp.
Na dzień 23 marca 1939 r. nadal dowodził 1 kompanią strzelecką 14 pułku piechoty, zajmując w tym czasie 32. lokatę wśród poruczników piechoty w swoim starszeństwie (kompanią tą dowodził również w dniu 26 maja 1939 roku). We wrześniu 1939 r. nie znalazł się w obsadzie oficerskiej I rzutu 14 pułku piechoty. Uniknął niewoli i przedostał się do Francji.

## W Polskich Siłach Zbrojnych
W maju 1940 roku, we Francji, porucznik Władysław Szelepin zajmował stanowisko oficera łącznikowego w 12 pułku piechoty 4 Dywizji Piechoty (przed jej reorganizacją). Na dzień 1 września 1940 r. pełnił funkcję zastępcy dowódcy 1 kompanii 11 batalionu kadrowego strzelców w 4 Brygadzie Kadrowej Strzelców na terenie Szkocji (w batalionie tym służył również w  1941 roku). Awansowany do stopnia kapitana został z dniem 1 stycznia 1943 roku (rozkaz L.2500/tjn.V.42). Z dniem 1 listopada 1943 r. został powołany na 12-tygodniowy amerykański kurs Wyższej Szkoły Wojennej, a w okresie od 11 maja 1944 r. do 14 czerwca 1944 r. oddelegowany był na X kurs taktyczny w Centrum Wyszkolenia Broni Pancernej. Rozkazem z dnia 23 grudnia 1944 r. (L.7025/ Pers.44) powierzono mu pełnienie obowiązków dowódcy I Spadochronowego batalionu strzelców 1 Samodzielnej Brygady Spadochronowej.
Zarządzeniem z dnia 8 sierpnia 1945 r. (6186/Pers/45) został przeniesiony do Spadochronowego Ośrodka Zapasowego, a zarządzeniem z 14 maja 1946 r. (L.dz. 3733.Pers.I/46) przeniesiono go do Ośrodka Zapasowego Wojska, z czasowym przydziałem do dowództwa I Korpusu (Oddział Personalny Oficerski). W dniu 24 sierpnia 1946 roku (zarządzenie L.dz. 6903/Pers. 46) został przesunięty do Oddziału Demobilizacyjnego Dowództwa I Korpusu. Z dniem 7 września 1946 r. wstąpił do Polskiego Korpusu Przysposobienia i Rozmieszczenia. 15 kwietnia 1959 r. Władysław Szelepin otrzymał obywatelstwo brytyjskie (mieszkał w tym czasie w Londynie).
Zmarł w dniu 22 sierpnia 1991 roku w Anglii – w Hereford (hrabstwo Herefordshire). Jego symboliczny grób znajduje się na cmentarzu parafialnym Parafii Nawiedzenia Najświętszej Maryi Panny przy ulicy 3-go Maja w Wieluniu (kwatera: 1, rząd: 8, grób: 2). W grobie tym spoczywa również jego żona – Władysława (ur. 17.01.1911 r., zm. 04.05.2001 r.), zesłanka z Sybiru.

## Rodzina
W dniu 27 grudnia 1934 roku zawarł we włocławskiej Parafii Wojskowej p.w. św. Michała związek małżeński z Władysławą Antoniną Tytko (urodzoną w parafii Nakło, córką Adama i Karoliny z Sitowskich). W dniu 17 października 1935 r. urodził im się syn, któremu nadano imiona Bogdan Józef.

## Awanse
- podporucznik – 15 sierpnia 1930, 240. lokata[3]
- porucznik – 1 stycznia 1930, 259. lokata[21]
- kapitan – 1 stycznia 1943 (rozkaz L.2500/tjn.V.42)